# Las Juanas
Las Juanas es una telenovela colombiana de Bernardo Romero Pereiro, producida por RCN Televisión en 1997. La novela contó con un gran éxito tanto a nivel nacional como internacional, es considerada un clásico dentro de las novelas colombianas. Fue producida por Amparo de Gómez y dirigida por Tony Navia.
Esta protagonizada por Angie Cepeda, Rafael Novoa, Catherine Siachoque, Orlando Lamboglia, Carolina Sabino, Nicolás Tovar, Xilena Aycardi, Jorge Cárdenas, Susana Torres y Freddy Flórez, cuenta con las participaciones "antagónicas" de Katherine Vélez, Miguel Varoni, Evelyn Santos y la primera actriz Judy Henríquez, y además cuenta con las participaciones estelares de Mile Vergara , el primer actor Pepe Sánchez, Fernando Villate, Astrid Junguito, Iván Rodríguez, Miguel Oliver Blanco, Alfonso Peña y Rafael Cardoso.
La historia está ambientada en la ciudad de Corozal, con esta historia el autor quiso plasmar el realismo mágico de la religión de la ciudad y la idiosincrasia caribeña de la ciudad.
La historia se aleja de la realidad para adentrarse dentro del realismo mágico macondiano.

## Historia y personajes
Juana Valentina Echenique (Angie Cepeda) es una hermosa joven activa que vive con su mamá Rosaura y una amiga de la familia llamada Teresalsura (Mile Vergara) en Barranquilla. Es la mayor de las Juanas (nació el 30 de marzo de 1973), y la única que tuvo un padre de crianza que la reconoció. Ella se gana la vida administrando habilidosamente una compraventa de electrodomésticos que siempre ha sido el negocio familiar. 
Antes de morir, Rosaura le confiesa a Juana Valentina que Gonzalo Echenique, el difunto padre de Juana Valentina, no era en realidad su padre biológico. Rosaura conoció al verdadero padre de Juana Valentina en una noche de Luna llena y carnaval en Puerto Colombia. Lo único que sabe es que ese hombre se llama Calixto, que vive en Corozal y que tiene una mancha color mostaza con forma de pez donde termina la espalda tal como la que también tiene Juana Valentina; después de eso nunca más lo volvió a ver. Tras la muerte de su madre, Juana Valentina decide viajar a Corozal con Teresalsura en busca de su verdadero padre. 
Calixto Salguero (Pepe Sánchez) es un hombre de clase alta de Corozal que vive con su esposa Doña Cuadrado de Salguero (Judy Henríquez) y su hijo Rubén (Rafael Novoa), la familia posee grandes extensiones de tierra las cuales utilizan para agricultura y es de eso de lo que viven. El día que Juana Valentina llega a Corozal, Calixto viaja a su finca para vigilar que todo marche bien en las tierras; sin embargo, el viaje se verá interrumpido ya que a Calixto le cae un rayo en medio del campo sin razón alguna ya que era un día soleado. Lo más extraño de la situación es que aparte de quemarle la placa del cinturón y unas quemaduras muy leves en las manos, Calixto está intacto. Pensando que esto puede ser una señal divina, Calixto decide regresar a Corozal ese mismo día.
Luego de buscar en varias partes de Corozal, Juana Valentina logra dar con la casa de Calixto pero cuando llega allá, Calixto aún no ha regresado de la finca así que quien la atiende es Rubén. Inmediatamente, Juana Valentina y Rubén quedan enamorados. Al día siguiente, Juana Valentina regresa a la casa de Calixto y esta vez es atendida por él y toda su familia. Luego de hacerle unas cuantas preguntas para asegurarse de que él sí es el Calixto que ella está buscando, Juana Valentina confiesa ante el escepticismo de la familia Salguero que en realidad ella es hija de Calixto y por tanto hermana de Rubén. Además, les dice que su objetivo de viajar hasta allí era simplemente que él supiera de su existencia y ya que lo ha logrado, sólo quiere regresar a Barranquilla.
Ante esta noticia, Calixto termina de convencerse de que lo del rayo efectivamente fue una señal divina y por tanto, es hora de decirle toda la verdad a su familia y enmendar sus errores del pasado: efectivamente él había conocido a Rosaura en Puerto Colombia pero la historia no termina ahí. Meses después él y Doña viajaron a una peregrinación a Planeta Rica donde Calixto conoció a una mujer llamada Consolación con la que también estuvo. Al poco tiempo, la mamá de Doña falleció así que tuvieron que viajar a Sahagún (de donde Doña y su familia eran originarios) para el funeral, ahí Calixto conoció a una amiga de la infancia de Doña con la que también estuvo. Meses después y tras varios intentos fallidos por tener un hijo, ellos decidieron ir a Carmen de Bolívar donde un curandero a ver si con hechizos Doña lograba quedar embarazada, mientras ella iba a esas sesiones, Calixto conoció una mujer llamada Remedios con la que también estuvo. Finalmente, en un viaje a Santa Marta Calixto tuvo su última aventura con otra mujer distinta llamada Ana Linda. Conclusión: Calixto no le había sido infiel a Doña una vez sino cinco veces y muy probablemente Calixto podría tener otros cuatro hijos aparte de Juana Valentina y Rubén. Esta terrible confesión hace que Doña no le vuelva a dirigir la palabra a Calixto y se llene de rencor hacia Juana Valentina.
Calixto, con ayuda de Rubén, logra convencer a Juana Valentina para que se quede y les ayude a buscar esas cuatro mujeres del pasado de Calixto y saber si de dichos amores también nacieron hijos. Juana Valentina y Rubén empiezan a recorrer todos los municipios por los que Calixto estuvo en el pasado y ante la sorpresa de ellos, descubren que esas cuatro mujeres no tuvieron hijos sino hijas y que además esas hijas se llaman Juana y tienen también la mancha color mostaza con forma de pez.
En orden de edad, las otras Juanas son:
Juana Caridad Galante (Catherine Siachoque): Originaria de Planeta Rica, hija de Consolación quien murió cuando ella tenía apenas 12 años. En edad, es la segunda de las Juanas, nació el 3 de septiembre de 1973. Consolación era la asistente del Sacerdote de Planeta Rica, así que cuando murió, Juana Caridad creció bajo el cuidado del cura y muchos en el pueblo pensaron que ella era hija de él. Juana Caridad fue criada en un convento y algo aislada por lo cual es la más tímida e insegura de las Juanas. Nunca se ha visto desnuda, le tiene miedo a los hombres y llora fácilmente. Por otra parte, es buena administradora de dinero, le gusta leer mucho y es fiel seguidora de Sor Juana Inés de la Cruz. 
Juana Manny Cruz (Xilena Aycardi): Originaria de Sahagún, hija de Margarita quien fue la mejor amiga de Doña en la infancia. En edad, es la tercera de las Juanas; nació el 17 de noviembre de 1973 y es la única que tiene a su mamá viva y con ella. Se graduó por correspondencia en estética y con su madre tienen un salón de belleza en el que ambas trabajan. Sin embargo, en sus ratos libres, Juana Manny entrena y practica boxeo ya que quiere ser campeona mundial de Boxeo femenino. Es la más agresiva de las Juanas y no tiene pelos en la lengua para decir lo que piensa.
Juana Bautista Cordero (Susana Torres): Originaria de Carmen de Bolívar, hija de Remedios quien murió años atrás. En edad, es la cuarta de las Juanas; nació el 25 de enero de 1974. Es una joven muy analítica, su pasión es la pintura pero encontró en las artes adivinatorias una forma de vivir. Domina especialmente la cartomancia y la quiromancia. Se volverá la mejor amiga de Juana Valentina durante toda la historia y será la única de las hermanas que conocerá el amor de Juana Valentina y Rubén.
Juana Matilde Estañíz (Carolina Sabino): Originaria de Santa Marta, hija de Ana Linda quien la abandonó al cuidado de su tío años atrás para irse a trabajar al extranjero. Juana Matilde es alegre y despreocupada, trabaja como cantante, quiere llegar a ser famosa un día y tiene un grupo musical con el que hace giras por el Caribe colombiano. Es la menor de las Juanas (nació el 27 de febrero de 1974) y bastante despistada.
Una vez reunidas todas las Juanas, Calixto las lleva a vivir a una casa grande, propiedad de él y su familia y se preocupa por darles todo para que ellas sean felices y logren alcanzar sus sueños. Sin embargo, dicha felicidad dura poco porque una tormenta de arena azota a Corozal y consigo trae una extraña plaga que arrasa con todos los cultivos de la región. Debido a las pérdidas de las cosechas, la familia Salguero quedará en bancarrota. A partir de este momento las Juanas comenzarán a trabajar fuertemente para ayudar a Calixto y su familia a salir de la ruina sin que Doña se entere de la verdadera situación de la familia ya que esto podría ocasionarle un soponcio e incluso hasta la muerte.

## Elenco
- Angie Cepeda - Juana Valentina Echenique/Salguero
- Rafael Novoa - Juan Rubén Calixto Salguero Cuadrado
- Catherine Siachoque - Juana Caridad Galante/Salguero
- Carolina Sabino - Juana Matilde Estañíz/Salguero
- Xilena Aycardi - Juana Manny Cruz/Salguero
- Susana Torres - Juana Bautista Cordero/Salguero
- Judy Henríquez - Doña Cuadrado Cuadrado de Salguero (Doña Doña)
- Pepe Sánchez † - Calixto Salguero
- Iván Rodríguez - Jeremías Guerra
- Miguel Varoni - Manuel Efe Cuadrado
- Mile - Teresalsura
- Fernando Villate - Egidio "Todo el Mundo"
- Astrid Junguito - Margarita Cruz
- Katherine Vélez - Yolanda  ex de Cabrales
- Evelyn Santos - María Delia Espina
- Jorge Cárdenas - Octavio Portorreal
- Freddy Flórez - Poncho Sarmiento
- Orlando Lamboglia - Mauricio Fuentelafría
- Alfonso Peña - Gualberto
- Nicolás Tovar - Miguel Tejeiro
- Juan Mario de la Espriella - Lázaro
- Rafael Cardoso - Orlando Angulo "El Hombre Lobo"

### Invitados
- Herbert King -  "Pupo", empresario de boxero
- Jennifer Steffens - Rosaura Cárdenas
- Miguel Oliver Blanco - "El Diablo"
- Miguel 'El Happy' Lora  - Él mismo
- Gustavo Mortiz - "Giovannie Lotito", productor de cine.

## Premios y nominaciones

### Premios TVyNovelas
| Año  | Categoría                                          | Nominado         | Resultado |
| ---- | -------------------------------------------------- | ---------------- | --------- |
| 1998 | Mejor telenovela                                   | Mejor telenovela | Ganadora  |
| 1998 | Mejor actriz protagónica de telenovela             | Angie Cepeda     | Nominada  |
| 1998 | Mejor actor protagónico de telenovela              | Rafael Novoa     | Ganador   |
| 1998 | Mejor actriz antagónica de telenovela              | Katherine Vélez  | Ganadora  |
| 1998 | Mejor actor antagónico de telenovela               | Miguel Varoni    | Ganador   |
| 1998 | Mejor actor de reparto de telenovela de telenovela | Jorge Cárdenas   | Nominado  |
| 1998 | Mejor libretista de telenovela                     | Amparo de Gómez  | Nominada  |
| 1998 | Mejor director de telenovela                       | Toni Navia       | Nominada  |
| 1998 | Mejor tema musical                                 | Las Juanas       | Ganadora  |

### Premios India Catalina
| Año  | Categoría                              | Nominado                                                                           | Resultado |
| ---- | -------------------------------------- | ---------------------------------------------------------------------------------- | --------- |
| 1998 | Mejor telenovela                       | Mejor telenovela                                                                   | Ganadora  |
| 1998 | Mejor actriz protagónica de telenovela | Angie Cepeda, Carolina Sabino, Xilena Aycardi, Katherine Siachoque y Susana Torres | Ganadoras |
| 1998 | Mejor actor de reparto de telenovela   | Pepe Sánchez                                                                       | Nominado  |
| 1998 | Mejor actriz de reparto de telenovela  | Judy Henríquez                                                                     | Nominada  |

### Premios Simón Bolívar
| Año  | Categoría                             | Nominado         | Resultado |
| ---- | ------------------------------------- | ---------------- | --------- |
| 1998 | Mejor telenovela                      | Mejor telenovela | Ganadora  |
| 1998 | Mejor actor de reparto de telenovela  | Miguel Varoni    | Ganador   |
| 1998 | Mejor actriz de reparto de telenovela | Katherine Vélez  | Ganadora  |

## Emisiones en otros países
Esta telenovela fue exportada a países como Venezuela, donde alcanzó elevados niveles de sintonía, y Panamá, donde en el 2001 lideró la sintonía nacional. Fue transmitida dos veces por Radio Caracas Televisión en 1997 y 1999 y luego por Televen en 2006.
Cabe destacar que en 1997, debido al hecho de alcanzar el primer lugar de sintonía nacional causó un gran furor en el público. De hecho, el tema musical "Las Juanas" con música y letra del maestro Willy Salcedo, (interpretado por Carolina Sabino) se convirtió en un éxito musical. Y también se lanzó una línea de calzado inspirado en esta telenovela.

## Otras versiones
- En el año 2004, la productora mexicana TV Azteca estrenó Las Juanas por el Canal 13. Esta versión conservó el mismo nombre de la versión colombiana, pero en Colombia se transmitió con el nombre Las cinco caras del amor.
- En el año 2007, RCN Televisión (mismo productor de Las Juanas) hace una readaptación de la novela para Univisión/TeleFutura con el nombre La marca del deseo. Esta producción se estrenó en el horario estelar de RCN.
- En el año 2018, Televisa realiza su propia versión llamada Hijas de la luna, producida por Nicandro Díaz.
- En el año 2021, Netflix realiza una nueva versión mexicana en formato de serie llamada La venganza de las Juanas.